# 4 Lacertae
Désignations
4 Lacertae (en abrégé 4 Lac) est une étoile supergéante de la constellation boréale du Lézard. Elle est visible à l'œil nu avec un magnitude apparente de 4,57. D'après la mesure de sa parallaxe annuelle par le satellite Gaia, l'étoile est distant d'environ 790 pc (∼2 580 al) de la Terre. Elle se rapproche du Système solaire à une vitesse radiale de −26 km/s, et elle est suspectée d'appartenir à l'association OB Lacerta OB1,.
4 Lacertae est une étoile supergéante bleue de type spectral A0 Ib. Ses abondances de surface indiquent la présence d'éléments qui ont été transformés par le cycle carbone-azote-oxygène dans son noyau et qui ont été remontés à la surface. On pense que c'est une étoile qui est dans une phase de blue loop et qui est donc déjà passée par une phase de supergéante rouge. Elle est dix fois plus massive que le Soleil et elle est estimée être âgée de 25 millions d'années. Le rayon de l'étoile est environ 59 fois plus grand que le rayon solaire, elle est 62 000 fois plus lumineuse que le Soleil et sa température de surface est de 11 800 K. Elle tourne sur elle-même à une vitesse de rotation projetée de 28 km/s.